# Coupe des Comores de football
La coupe des Comores de football est une compétition annuelle de football à élimination directe disputée entre clubs comoriens. Comme pour le championnat national, la compétition se déroule en deux temps : une phase régionale (une coupe par île) puis une phase nationale entre les trois vainqueurs de coupe.

## Palmarès
| Saison    | Vainqueur                       | Score       | Finaliste                       |
| --------- | ------------------------------- | ----------- | ------------------------------- |
| 1979-1980 | Étoile du Sud de Foumbouni      | 8-0         | Faigaffe Ouani                  |
| 1980-1981 | inconnu                         | inconnu     | inconnu                         |
| 1982-1983 | Coin Nord de Mitsamiouli        |             |                                 |
| 1983-1984 | Volcan Club de Moroni           |             |                                 |
| 1984-1985 | Coin Nord de Mitsamiouli        |             |                                 |
| 1985-1986 | Union sportive de Séléa         |             |                                 |
| 1986-1987 | Coin Nord de Mitsamiouli        |             |                                 |
|           |                                 |             |                                 |
| 1988-1989 | Coin Nord de Mitsamiouli        |             |                                 |
| 1989-1990 | inconnu                         |             |                                 |
| 1990-1991 | Gombessa Sport                  |             |                                 |
| 1991-1992 | Papillon bleu                   | 1-0 ap      | Gombessa Sport                  |
| 1992      | Faigaffe Club                   |             | Union sportive de Zilimadjou    |
| 1993-1994 | inconnu                         | inconnu     | inconnu                         |
| 1994-1995 | Union sportive de Zilimadjou    | 2-1         | Étoile d'or Mirontsy            |
| 1995-1996 | Esperance Sportive de M'djoiezi |             | Union sportive de Zilimadjou    |
| 1996-1997 | Gombessa Sport                  |             |                                 |
| 1997-1998 | Union sportive de Zilimadjou    | 2-0         | Apache Club de Mitsamiouli      |
| 1999-2004 | inconnu                         | inconnu     | inconnu                         |
| 2004-2005 | Élan Club de Mitsoudjé          |             |                                 |
| 2005      | Volcan Club de Moroni           |             |                                 |
| 2006-2007 | Chirazienne Football Club       | 0-0 4-1 tab | Gombessa Sport                  |
| 2007      | JAC de Mitsoudjé                | 5-4         | Étoile d'or Mirontsy            |
| 2008      | AJS Mutsamudu                   | 1-0         | Gombessa Sport                  |
| 2009      | Apache Club de Mitsamiouli      | 3-0         | Fomboni Football Club           |
| 2010      | Coin Nord de Mitsamiouli        | 1-1 4-2 tab | Fomboni Football Club           |
| 2011      | Étoile polaire de Nioumamilima  | 1-1 5-4 tab | Barakani Sport                  |
| 2012      | Steal Nouvel de Sima            | 3-0         | Enfants des Comores de Vouvouni |
| 2013      | Enfants des Comores de Vouvouni | 2-0         | Nouvel Espoir                   |
| 2014      | Volcan Club de Moroni           | 3-0         | Enfants des Comores de Vouvouni |
| 2015      | Fomboni Football Club           | 1-1 5-4 tab | Ngaya Club                      |
| 2016      | Volcan Club de Moroni           | 1-1 5-3 tab | Fomboni Football Club           |
| 2017      | Ngazi Sport                     | 2-2 4-3 tab | Volcan Club de Moroni           |
| 2018      | Miracle Club                    | 3-3 4-3 tab | Ngazi Sport                     |
| 2019      | Yakélé Sport de Mutsamudu       | 1-1 4-3 tab | Élan Club de Mitsoudjé          |
| 2020      | Union sportive de Zilimadjou    | 2-0         | Ngazi Sport                     |
| 2021      | Olympique de Missiri            | 3-1         | FC Ouani                        |
| 2022      | Gombessa Sport                  | 5-1         | Alizé Fort de Salimani          |
| 2023      | Djabal FC                       | 0-0, 4-2tab | Belle Lumière de Djoyezi        |
| 2024      | Alizé Fort de Salimani          | 0-0, 4-3tab | Étoile du Centre                |
| 2025      | Djabal FC                       | 1-0         | Fomboni Football Club           |

## Bilan
| Rang | Club                            | Titres gagnés | Année                                    | Finales perdues | Année                  |
| ---- | ------------------------------- | ------------- | ---------------------------------------- | --------------- | ---------------------- |
| 1    | Coin Nord de Mitsamiouli        | 5             | 1982-83, 1984-85, 1986-87, 1988-89, 2010 | 0               |                        |
| 2    | Volcan Club de Moroni           | 4             | 1983-84, 2005, 2014, 2016                | 1               | 2017                   |
| 3    | Union sportive de Zilimadjou    | 3             | 1994-95, 1997-98, 2020                   | 2               | 1992, 1995-96          |
| 4    | Gombessa Sport                  | 2             | 1990-91, 1996-97, 2022                   | 3               | 1991-92, 2006-07, 2008 |
| 5    | Djabal FC                       | 2             | 2023, 2025                               | 0               |                        |
| 6    | Fomboni Football Club           | 1             | 2015                                     | 4               | 2009, 2010, 2016, 2025 |
| 7    | Enfants des Comores de Vouvouni | 1             | 2013                                     | 2               | 2012, 2014             |
| 7    | Ngazi Sport                     | 1             | 2017                                     | 2               | 2018, 2020             |
| 9    | Faigaffe Club                   | 1             | 1992                                     | 1               | 1979-80                |
| 9    | Élan Club de Mitsoudjé          | 1             | 2004-05                                  | 1               | 2019                   |
| 9    | Apache Club de Mitsamiouli      | 1             | 2009                                     | 1               | 1997-98                |
| 9    | Alizé Fort de Salimani          | 1             | 2024                                     | 1               | 2022                   |
| 13   | Étoile du Sud de Foumbouni      | 1             | 1979-80                                  | 0               |                        |
| 13   | Union sportive de Séléa         | 1             | 1985-86                                  | 0               |                        |
| 13   | Papillon bleu                   | 1             | 1991-92                                  | 0               |                        |
| 13   | Esperance Sportive de M'djoiezi | 1             | 1995-96                                  | 0               |                        |
| 13   | Chirazienne Football Club       | 1             | 2006-07                                  | 0               |                        |
| 13   | JAC de Mitsoudjé                | 1             | 2007                                     | 0               |                        |
| 13   | AJS Mutsamudu                   | 1             | 2008                                     | 0               |                        |
| 13   | Étoile polaire de Nioumamilima  | 1             | 2011                                     | 0               |                        |
| 13   | Steal Nouvel de Sima            | 1             | 2012                                     | 0               |                        |
| 13   | Miracle Club                    | 1             | 2018                                     | 0               |                        |
| 13   | Yakélé Sport de Mutsamudu       | 1             | 2019                                     | 0               |                        |
| 13   | Olympique de Missiri            | 1             | 2021                                     | 0               |                        |
| 25   | Étoile d'or Mirontsy            | 0             |                                          | 2               | 1994-95, 2007          |
| 26   | Barakani Sport                  | 0             |                                          | 1               | 2011                   |
| 26   | Nouvel Espoir                   | 0             |                                          | 1               | 2013                   |
| 26   | Ngaya Club                      | 0             |                                          | 1               | 2015                   |
| 26   | FC Ouani                        | 0             |                                          | 1               | 2021                   |
| 26   | Belle Lumière de Djoyezi        | 0             |                                          | 1               | 2023                   |
| 26   | Étoile du Centre                | 0             |                                          | 1               | 2024                   |

## Source
- (en) Hans Schöggl, « Comoros - List of Cup Winners », sur rsssf.com